# Mailly-sur-Seille
Mailly-sur-Seille è un comune francese di 257 abitanti situato nel dipartimento della Meurthe e Mosella nella regione del Grand Est.

## Società

### Evoluzione demografica
Abitanti censiti